# 興城古城

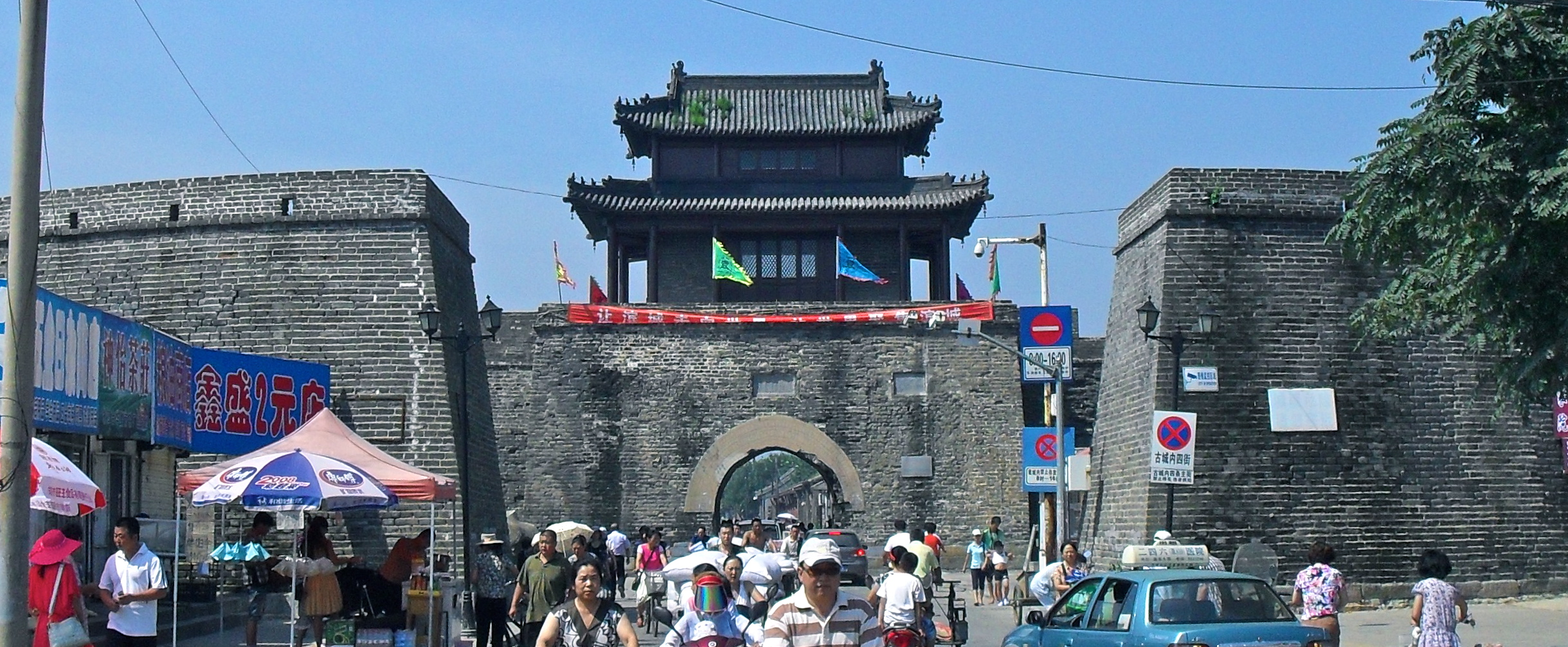
春和門（2011年撮影）

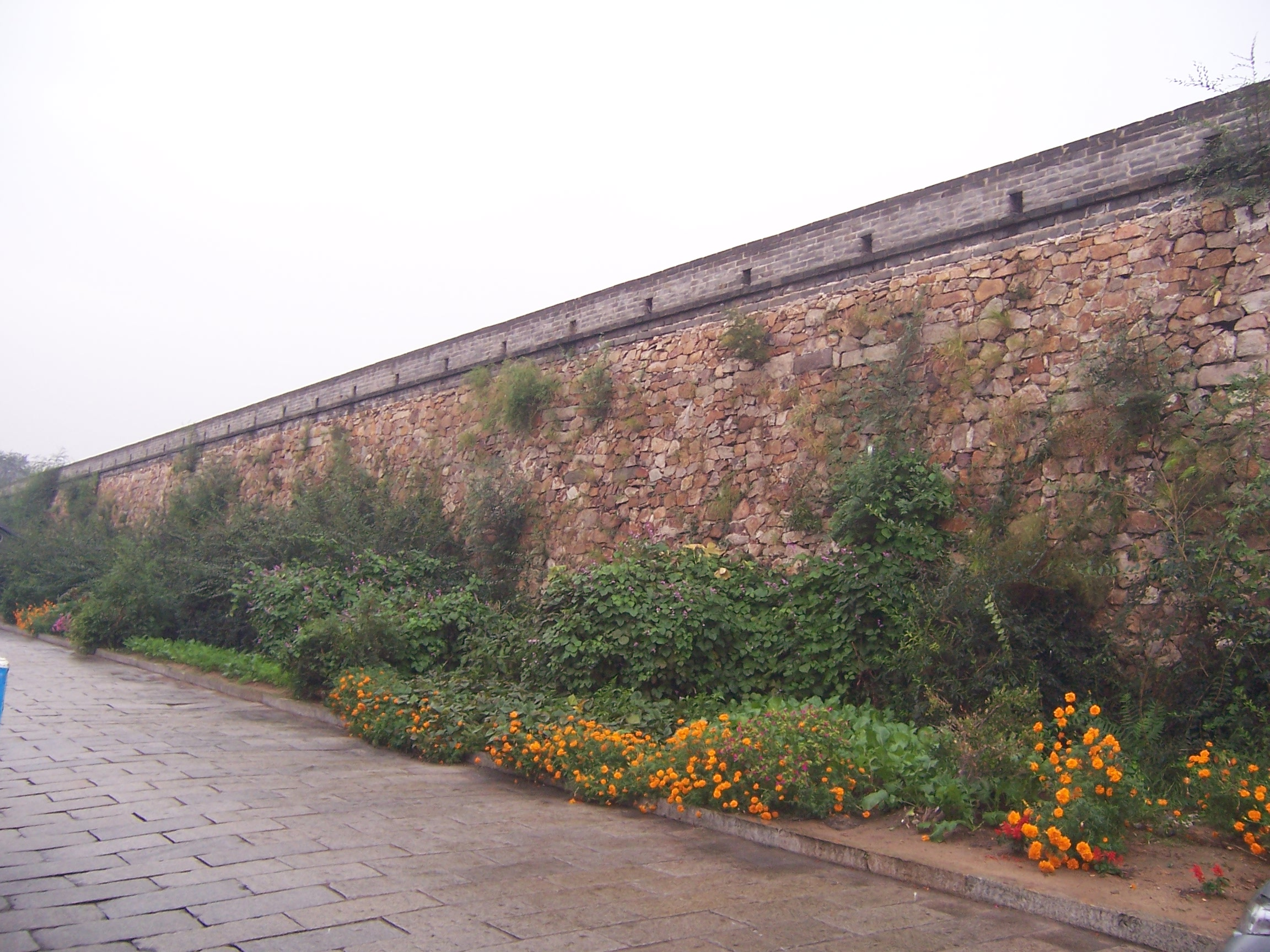
興城城壁（2010年撮影）

興城古城（こうじょうこじょう、中国語: 兴城古城）は、中国遼寧省興城市にあり、古くは寧源と呼ばれ、明代の最も完全な現存する城であり、明代の主な遺跡は文廟、祖城壁石広場、鐘鼓楼、城壁などがあり、興城城壁は1988年に第三回国家重点文物保護単位として登録され、他のいくつかの文物は2006年に第六回国家重点文物保護の統合プロジェクトとして興城城城壁と統合された。
興城文廟は頭道牌坊東胡同24号に位置して、明の宣徳5年（1430年）に建てられて、北にあって南に向いて、面積は16800平方メートルで、城壁の中心軸、格子戸、盤池、楼門、大成殿、崇聖殿、両側の下馬碑、戸の角、碑亭、更衣室、有名な宦官の祠堂、賢者の郷堂、東西厢房などの建物がある。
祖氏石坊は延輝街にあり、南北に分かれていて、それぞれ祖大寿、祖大楽兄弟が建てた。南側の祖大寿石坊は「忠貞胆智」と呼ばれ、明崇禎4年（1631年）に建てられ、正面の幅は13メートル、高さは11.5メートルである。北側の祖大楽石坊は、「登壇駿烈」と呼ばれ、崇禎十一年（1638年）に建てられ、正面の幅は5メートル、高さは12.6メートルである。各石坊は4本の柱で、3間の5階建てで、それぞれの建物は片軒の寄棟屋根で、明るい部屋の両石柱前にはそれぞれ一対の石作りの獅子が向かい合っている。
興城鐘鼓楼は旧市街の真ん中にあり、明の景泰5年（1454年）に建てられ、清の乾隆42年（1777年）に改造された。楼台は正方形で、一辺の長さは21メートル、レンガ造りで、十字の穴が開いており、幅は4.85メートル、高さは3.3メートルである。台上の楼閣は2階建てで、巻き上げる屋根で、正面が5間ある。

## 参照項目
- 中華人民共和国全国重点文物保護単位